# Церква Покрова на Нерлі
Це́рква Покрова́ на Не́рлі — пам'ятка кам'яної архітектури Володимиро-Суздальщини XII століття, випадково збережена до XXI століття. Від 1992 року входить у список Світової спадщини ЮНЕСКО «Білокам'яні пам'ятки Владимира і Суздаля».

## Передумови створення

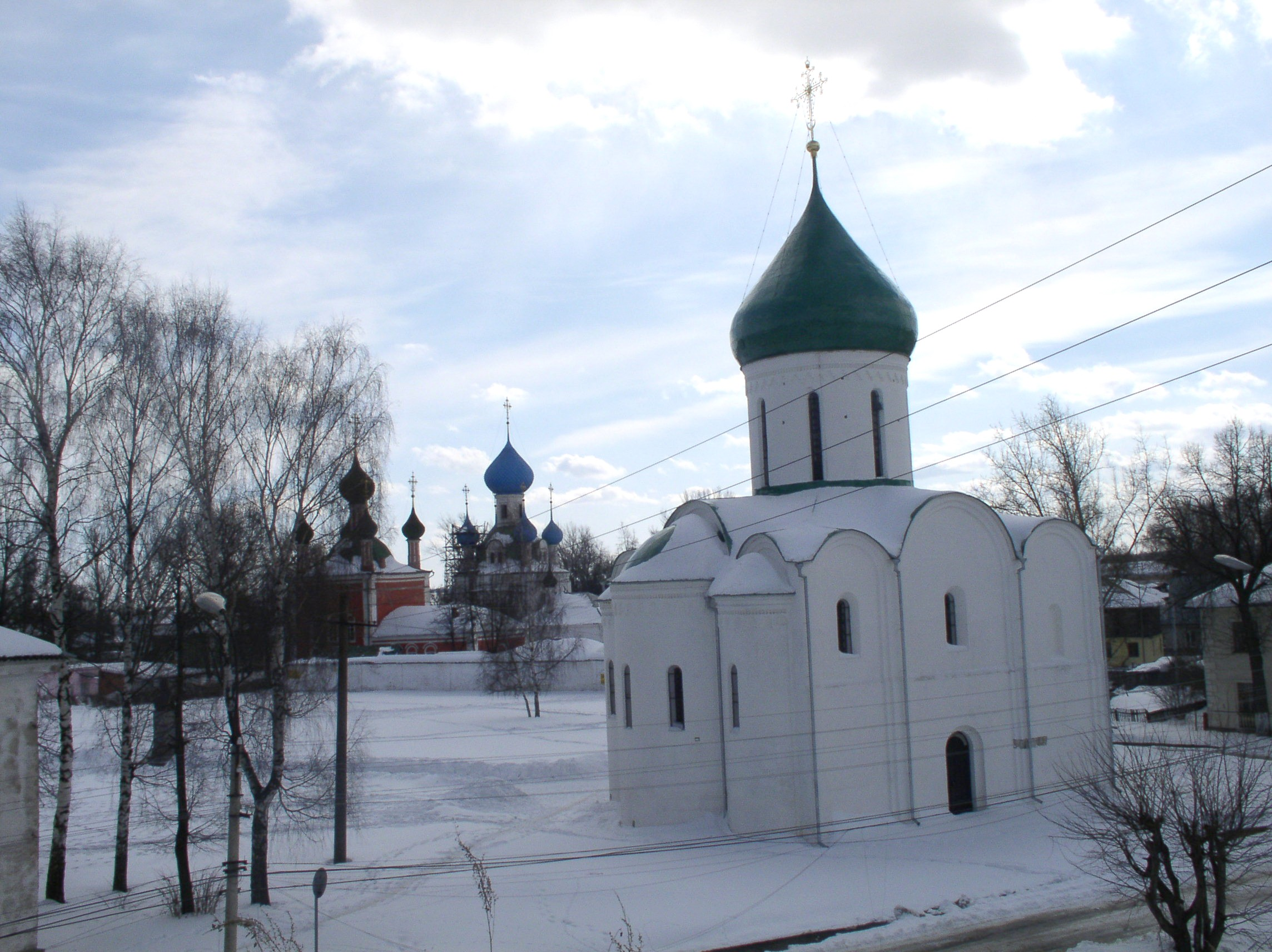
Спасо-Преображенський собор (Переславль-Залєський)

Зміцнення Владимиро-Суздальського князівства збіглося зі збагаченням краю і намаганнями місцевих володарів до самостійності. Економічне піднесення і бажання надати блиску і престижності князівській владі сприяли будівничій активності. Логічним стало звертання до вже вироблених форм і схем архітектури Києва, Смоленська, Великого Новгорода.
За князювання Юрія Довгорукого (сина київського князя Володимира II Мономаха) вибудовані Спасо-Преображенський собор (Переславль-Залєський) та Церква Бориса і Гліба (Кідекша). Обидва храми — чотиристовпові, з одною банею, з одною абсидою, прості за поземним планом. Їхній зовнішній архітектурний образ — суворий, спрощений, приземкуватий. Спасо-Преображенський собор вибудовано з тесаного каменю, що посилило його монолітну виразність.

## Будівництво
Для будівництва було обране місце трохи більш, ніж у кілометрі від князівського палацу при впадінні Нерлі в Клязьму (пізніше гирло змістилося на південь, залишивши після себе старицю). Гирло Нерлі розташовувалося на перетині важливих торгівельних річкових шляхів і служило воротами у Владимирську землю: тут кораблі повертали до князівської резиденції, звідси розгорталася панорама на Боголюбов з княжим палацом і на Владимир. Церква мала стати висунутим допереду елементом репрезентативного ансамблю, його передбрамним монументом.
Невелике місто Суздаль виділялось поміж поселень навколо Москви і Владимира наявністю цегельних майстерень. Край був багатий на ліси і глину. Глину брали на берегах місцевої річки Каменки. Неподалік від річки заснували слободу і випалювальні печі. Найдавніша з печей по випалу цегли в Суздалі, розкопана археологами, датована 12 століттям (можливо, виробництво засноване в 11 столітті). Це обумовило відносно велику кількість цегляних споруд в Суздалі, створених в період 16-18 століть і добре зберігшихся до нашого часу.
Син Юрія Долгорукого, Андрій Боголюбський, народився в Суздалі. Тим не менше підтримав не суздальську традицію цегляного будівництва, а традицію створення споруд з тесаного каменю. Літописи нічого не сповіщають про молодість князівського сина, принца за станом. Це можливе в випадках, якщо син князя не брав участь в військових походах і державному управлінні чи перебував на навчанні. За одною з гіпотез, принц Андрій таки був на навчанні — за кордоном. Звідси «мовчання» літописів. Адже київський князь був зацікавлений в міжнародних зв'язках з іноземними володарями і міг зробити це через навчання там власного сина. 12 століття в Західній Європі — час будівельного буму, де переважало саме будівництво з тесаного каменю. Коли принц Андрій повернувся на батьківщину, в власному князівстві підтримав саме кам'яне, а не цегельне будівництво. На політичну арену він вийшов майже сорокарічною людиною. А великим князем взагалі став по смерти батька в 1157 році, коли став «самовластцем всієї суздальської землі». Столицю переніс в місто Володимир-на-Клязьмі.
У сусідньому Владимирі, на відміну від Суздаля, для будівництва за князювання Андрія Боголюбського використовували саме тесані кам'яні брили, незважаючи на їх дорогу ціну і необхідність мати відповідних майстрів. З тесаного каменю в Володимирі побудовані в 12 столітті і первісний Успенський собор у Владимирі (пізніше перебудований), і уславлена церква Покрова на Нерлі.

### Будівельні бригади князів

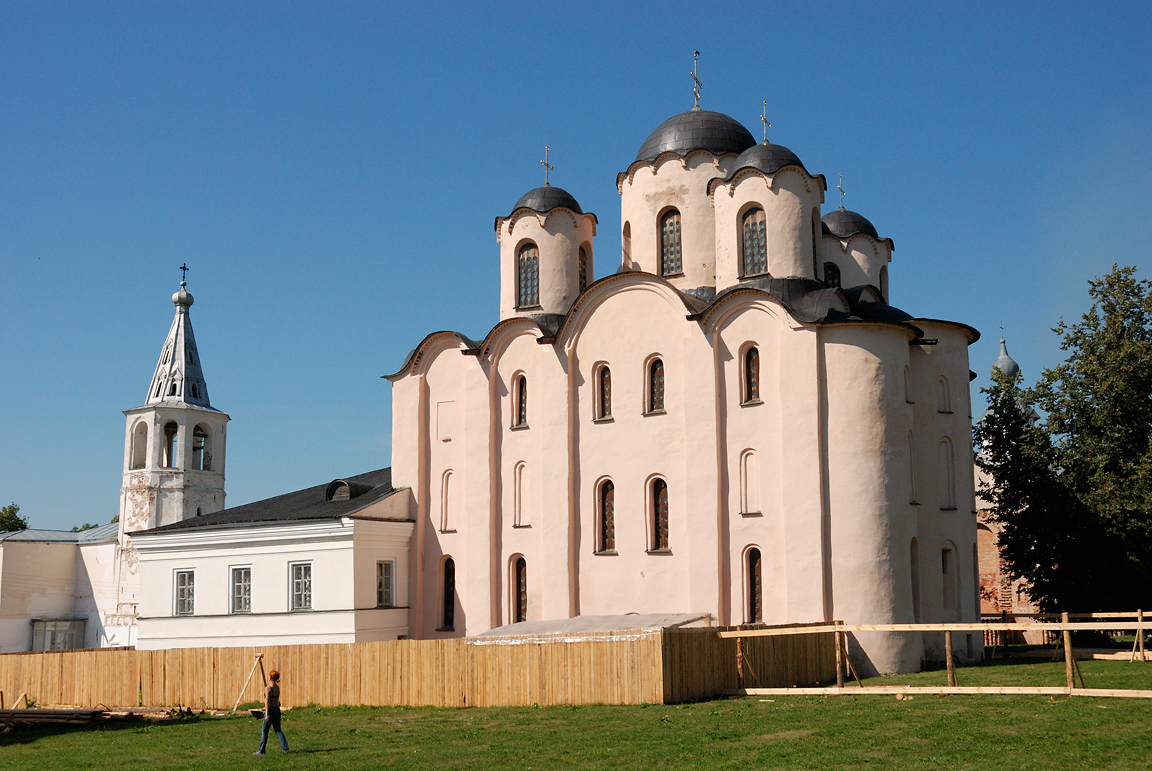
Великий Новгород. Миколо-Дворищенський собор після реставрації на 2007 рік.

- На початку 12 століття, князь Володимир Мономах мандрував власними землями. З його ініціативи проходить перехід з дерев'яного на кам'яне будівництво в тих містах, де його ще не було (Смоленськ). Оскільки місцевих майстрів відповідного фаху не було, він пересувався з бригадою будівельників, що належала саме князю. Вони і починали будувати кам'яні храми і не менш важливі фортеці.
- Традицію мати князівську бригаду будівельників підтримав і син Володимира Мономаха, Мстислав Володимирович, що князював в Великому Новгороді. За наказом Мстислава Володимировича 1103 року почали будувати новгородську церкву Благовіщення на Городищі. Будувала князівська бригада, бо місцевих, обізнаних на кам'яному будівництві, не знайшлося. Будівельну команду Мстислава Володимировича складали прибульці з півдня (або з Переяславля, або зі столичного Києва). Церкву Благовіщення на Городищі — зруйнували, відома лише за поземним планам. Але київська будівельна схема в ній, як і в Миколо-Дворищенському соборі простежується добре, незважаючи на місцеву переробку київської будівельної схеми.
- Ніякого сумніву, що власну будівельну команду мав і князь Андрій Боголюбський. Незвичні деталі кам'яних споруд часів князя Андрія зумовили висновки, що поряд з місцевими майстрами працювали — і запрошені закордонні.

## Літописні свідоцтва

Церква Покрова на Нерлі. Поземний план 1158 р.

Тогочасний літописець середини 12 століття сповітив, що князь Андрій повелів створити в Боголюбові «… дві церкви кам'яні в ім'я святої Богородиці». Зрозуміло, що одна з них — Покрова. Точнішим був Життєпис князя Андрія Боголюбського, який сповіщав, що він «… на річці Клязьмі, в луках, нача будувати церкву в ім'я Пресвятої Богородиці Честнаго єя Покрова, в усті річки Нерлі… І створили ту церкву в одне літо.»
Князь Андрій був ініціатором введення церковного свята на честь Покрова Богородиці, зовсім невідомому в Візантійській імперії. Більше того, самовласний князь Андрій започаткував свято без згоди з Київським митрополитом. Ймовірно, церква на річці Нерлі — перший храм на честь цього нового свята.

## Опис споруди
Церква Покрова розташована на березі малої річки — Нерль — на відстані один кілометр від Боголюбова. Вибудована цілком з білого тесаного камею. Належить до типу чотиристовпних, триабсидних храмів з одною банею, відомих у різних землях давньоруської держави, серед яких:

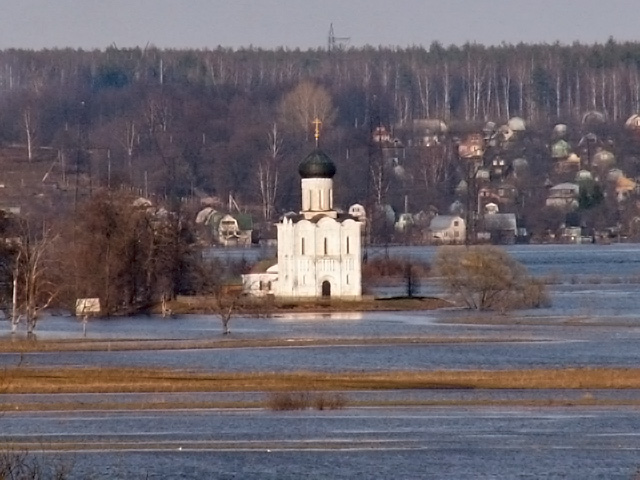
Оточення храму на 2005 рік.

- припалацова церква Різдва Богородиці в Боголюбові, 1158—1165 рр.
- Спасо-Преображенський собор (Переславль-Залєський), 1157 р.
- Церква Пантелеймона (Галич), Україна, близько 1200 р.
- П'ятницька церква (Чернігів)
- Церква Петра і Павла на Городянці, Смоленськ, 1146 р.
- Церква Бориса і Гліба (Кідекша)
- Успенський собор, Володимир Україна, 1160 р.
- Собор Михайлівського золотоверхого монастиря в Києві (первісний — до перебудови і збільшення)
- Георгіївський собор (Юр'єв-Польський), 1234

Довжина — 13,5 м, ширина — 10,3 м. Мури церкви біля одного метра завтовшки. Загальна висота храму від первісної підлоги до купола — 20,8 м. Портали церкви — перспективного типу. Зовнішні фасади мурів і абсид прикрашені тонкими колонками, капітелі кам'яні, вкриті різьбою. По-під вікнами — аркатурні пояски, тонкі колонки яких спираються на невеликі кронштейни. На західному фасаді — вхідний отвір, що веде на хори церкви (сходи нині відсутні і не відновлені). Хори, притаманні князівським храмам, займають всю західну третину інтер'єра церкви. Первісні фрески церкви, весь внутрішній декор і наріжні галереї — знищені. Первісно церква мала пірамідальний силует за рахунок кам'яних галерей і менше поривання догори, як зараз. Закінченість архітектурного образу, притаманна церкві Покрова зараз і близька точністю до математичної формули, результат зусиль сучасних реставраторів. Сучасний рівень ґрунту — підвищився за століття на 0,8 метра.
Загалом церкву Покрова зберегли непогано, не перебудовували, переробили лише її дахи та форма бані (шоломоподібний дах замінили на цибулиноподібний).[джерело?]

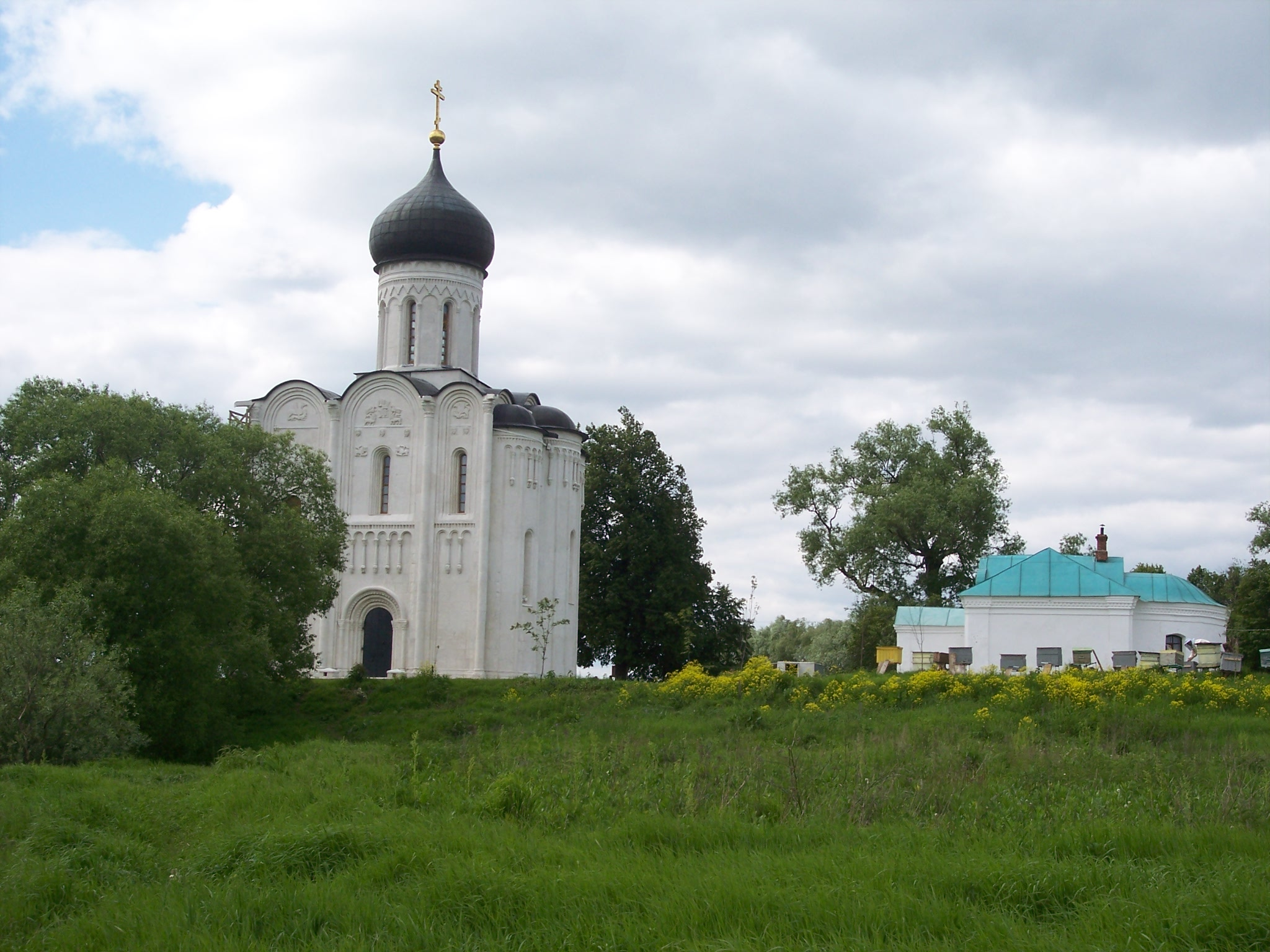
Церква влітку.
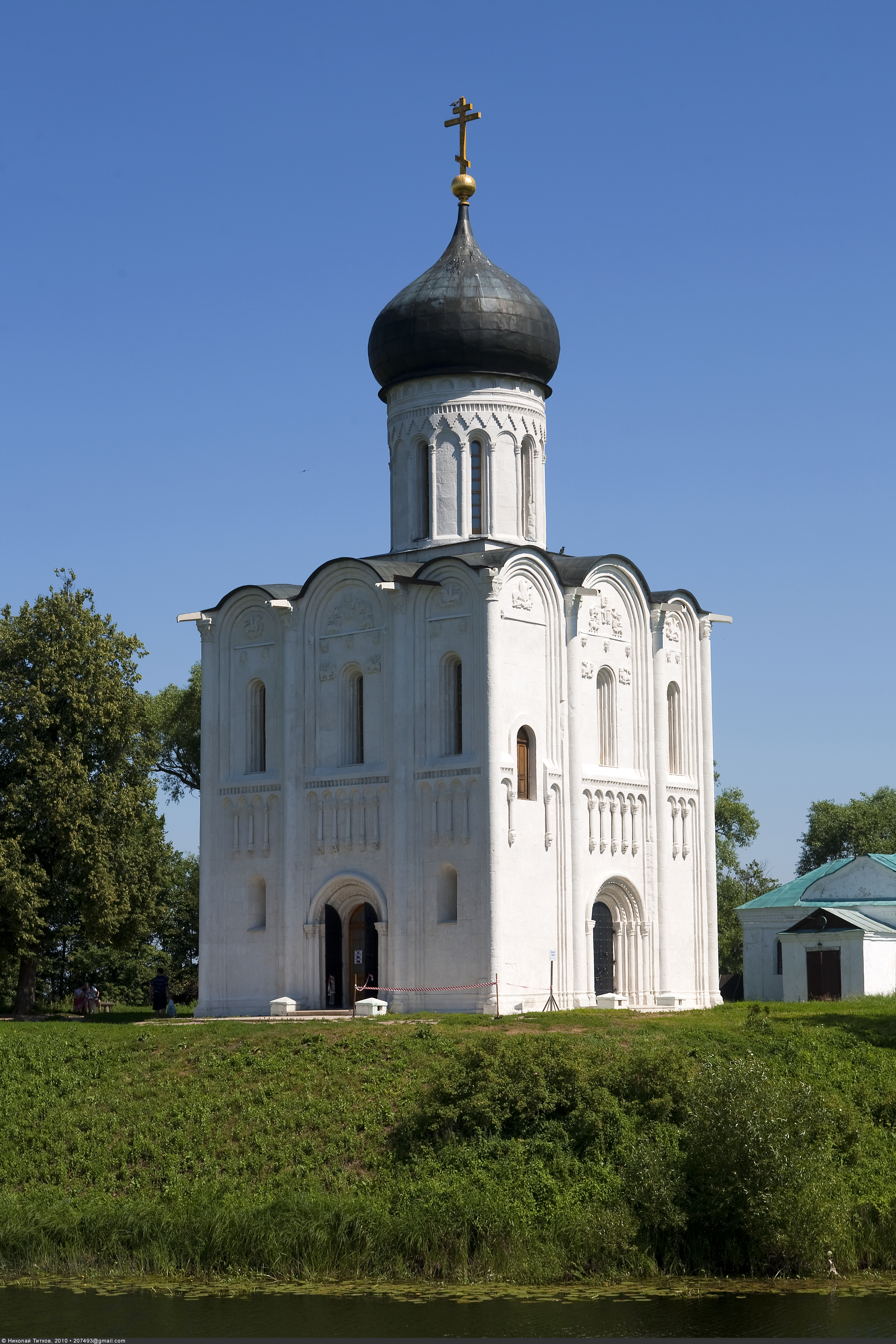
Південний і західний фасади. Двері на другому ярусі — без поруйнованих і не відновлених сходів з галереї.

## Нездійснене знищення і побутування храму

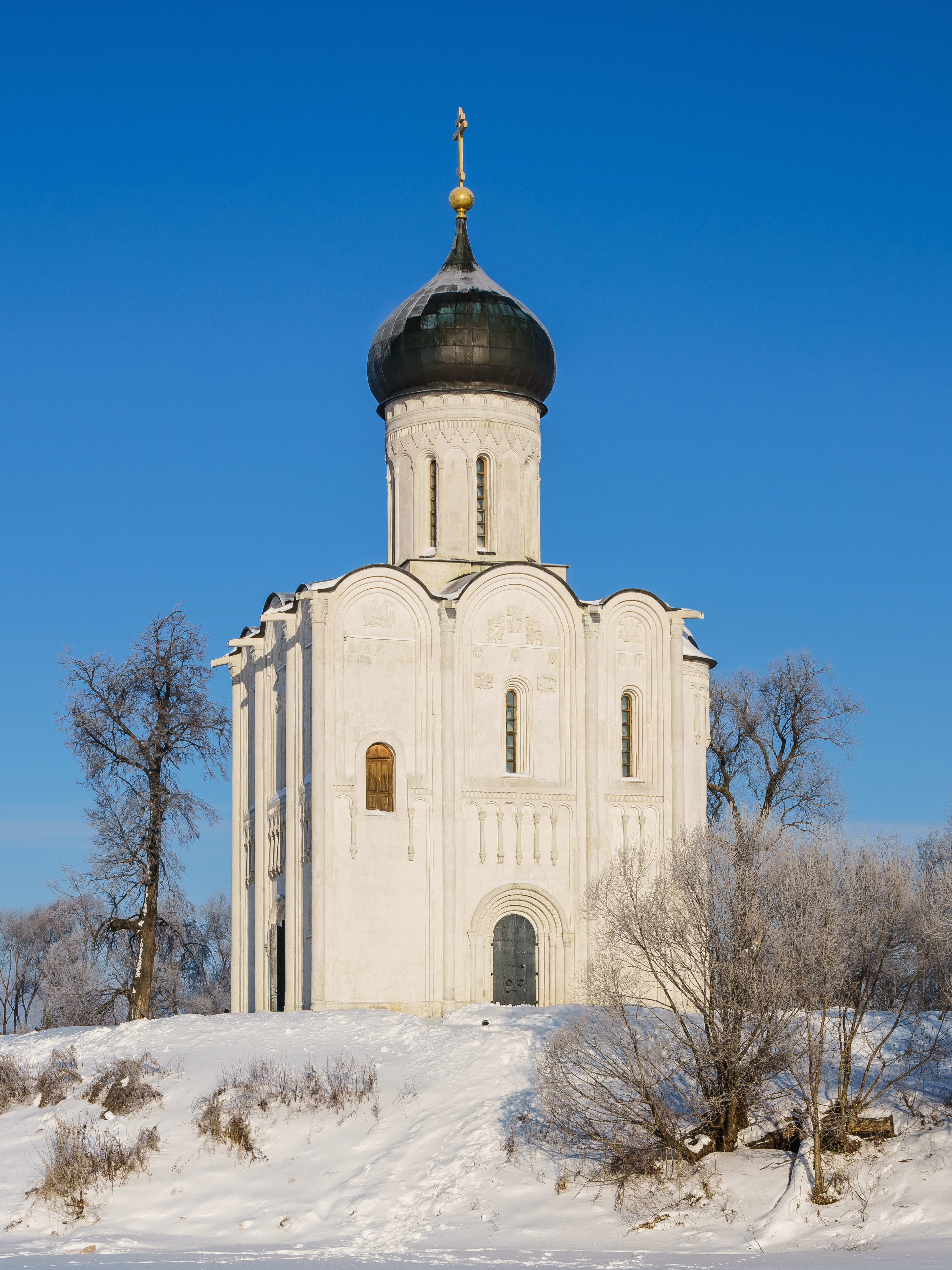
Південний фасад церкви.

- 1784 року ігумен Боголюбова монастиря подав клопотання розібрати церкву Покрова на Нерлі на будівельні матеріали, які планував використати на побудову нової дзвіниці. Клопотання розглянули і дозволили, але не узгодили ціни. Так випадково зберегли малу церкву, що втратила наріжні галереї та шоломоподібну баню.
- 1803 року колишній шоломоподібний дах замінили на звичний дах цибулькою.
- У середині 19 століття на північній ділянці від церкви вибудували нову церковну браму з надбрамною дзвіницею (дзвіницю в 20 столітті розібрали реставратори, розчистивши краєвид від зайвої на їх погляд вертикалі. У цегляній брамі створили базу для туристів).
- Перші спроби дослідити пам'ятку 12 століття зробили в 19 столітті, були проведені перші розкопки. 1877 року церковна влада ремонтувала храм, під час якого остаточно знищили залишки фресок. Фасади храму реставрували, а для зміцнення його мурів використали залізні бруси. Був перероблений і дах храму, що закрив нижню частину єдиної бані.
- У радянський період розкопки на території споруди проведені в 1950-ті роки (керівник — Н. Воронін). Він виявив первісні підмурки церкви і підмурки колишніх наріжних галерей. Дослідниця С. М. Новаковська-Бухман при обстеженні стін знайшла гнізда для дерев'яних балок, що утримували дерев'яний, а не кам'яний дах (за первісними гіпотезами, храм міг мати галереї з кам'яними склепіннями). Діри-гнізда в стінах потиньковані, приховані вапном, галереї не відновлені. Це наблизило зовнішній вигляд церкви не до сучасних їй ярусних за силуетом храмів, а до стародавніх на кшталт Спасо-Преображенського собору (місто Переславль-Залєський), якого первісно церква не мала або мала дуже короткий час.